# Armadillidium delattini
Armadillidium delattini är en kräftdjursart som beskrevs av Karl Wilhelm Verhoeff 1943. Armadillidium delattini ingår i släktet Armadillidium och familjen klotgråsuggor. Inga underarter finns listade i Catalogue of Life.